# Segno di Myerson
Il segno di Myerson o segno della percussione glabellare è un risultato clinico dell'esame obiettivo in cui un paziente non è in grado di resistere al battito delle palpebre quando viene toccato ripetutamente sulla glabella, l'area sopra il naso e tra le sopracciglia. Viene spesso definito riflesso glabellare. Spesso è un sintomo precoce della malattia di Parkinson, ma può anche essere visto nella demenza precoce e in altre malattie neurologiche progressive. Prende il nome da Abraham Myerson, un neurologo americano.